# North Bend (Washington)
North Bend é uma cidade localizada no estado norte-americano de Washington, no Condado de King.

## Demografia
Segundo o censo norte-americano de 2000, a sua população era de 4746 habitantes.
Em 2006, foi estimada uma população de 4621, um decréscimo de 125 (-2.6%).

## Geografia
De acordo com o United States Census Bureau tem uma área de 7,6 km², dos quais 7,6 km² cobertos por terra e 0,0 km² cobertos por água. North Bend localiza-se a aproximadamente 243 m acima do nível do mar.

## Localidades na vizinhança
O diagrama seguinte representa as localidades num raio de 20 km ao redor de North Bend.